# デデキントの補題
デデキントの補題またはデデキントの独立性定理（独: Unabhängigkeitssatz von Dedekind）は、数学者リヒャルト・デーデキントに帰せられる代数学の命題で、半群から可換体の単元群への準同型写像族があるとき、それらの線型独立性について述べるものである。ガロア理論の基本的な構成定理に用いられる。

## 定式化
Kurt Meyberg による定式化は以下の通りである。
（乗法的に書かれた）半群 {\displaystyle H\neq \emptyset } と可換体 {\displaystyle K}、および {\displaystyle H} から {\displaystyle K^{*}}（{\displaystyle K} の単元群）への準同型 {\displaystyle {\sigma }_{1},\ldots ,{\sigma }_{n}\;\;(n\in \mathbb {N} )} が与えられたとき、以下は同値。
(A1) {\displaystyle {\sigma }_{1},\ldots ,{\sigma }_{n}} は相異なる。
(A2) {\displaystyle H} から {\displaystyle K} への写像全体を {\displaystyle K} 上のベクトル空間とみなして {\displaystyle \mathrm {Abb} (H,K)} と書くと、{\displaystyle {\sigma }_{1},\ldots ,{\sigma }_{n}} は {\displaystyle \mathrm {Abb} (H,K)} の元として線型独立である。

## 証明
エミール・アルティン または Kurt Meyberg に従い、以下のように証明することができる。

### A1 → A2
準同型の個数に関する数学的帰納法を用いる。
{\displaystyle n=1} の場合、{\displaystyle k_{1}\in K} で {\displaystyle k_{1}\sigma _{1}=0\in \mathrm {Abb} (H,K)} であるとする。
このとき {\displaystyle k_{1}\sigma _{1}(x)=0\;\;(\forall x\in H)} だが、{\displaystyle H\neq \emptyset } だから {\displaystyle k_{1}\sigma _{1}(x_{0})=0} となる {\displaystyle x_{0}\in H} がとれる。{\displaystyle \sigma _{1}(x_{0})\in K\setminus \{0\}} および {\displaystyle K} が零因子を持たないことから、{\displaystyle k_{1}=0} である。
次に {\displaystyle n>1} とし、{\displaystyle n-1} 個以下の準同型に対しては命題が成り立っているものとする。
{\displaystyle k_{1},\ldots ,k_{n}} が、{\displaystyle \mathrm {Abb} (H,K)} の等式
(a){\displaystyle \sum _{j=1}^{n}{k_{j}\sigma _{j}}=0}
を満たすならば
(b){\displaystyle k_{1}=\ldots =k_{n}=0}
であることを示せばよい。
まず、{\displaystyle \sigma _{1}\neq \sigma _{n}} であるから {\displaystyle \sigma _{1}(h_{0})\neq \sigma _{n}(h_{0})} となる {\displaystyle h_{0}\in H} が存在する。この {\displaystyle h_{0}\in H} を固定しておく。
(a) から
(c) {\displaystyle 0=\sum _{j=1}^{n}{k_{j}\sigma _{j}(x)}\in K\;\;(\forall x\in H)}
が成り立つ。
半群の定義から {\displaystyle x\in H} ならば {\displaystyle h_{0}x\in H} であるので、(c) より
(d) {\displaystyle 0=\sum _{j=1}^{n}{k_{j}\sigma _{j}(h_{0}x)}=k_{1}\sigma _{1}(h_{0})\sigma _{1}(x)+\sum _{j=2}^{n}{k_{j}\sigma _{j}(h_{0})\sigma _{j}(x)}}
が得られる。一方、
(e) {\displaystyle 0=\sigma _{1}(h_{0})\sum _{j=1}^{n}{k_{j}\sigma _{j}(x)}=k_{1}\sigma _{1}(h_{0})\sigma _{1}(x)+\sum _{j=2}^{n}{k_{j}\sigma _{1}(h_{0})\sigma _{j}(x)}}
である。
等式 (d) から等式 (e) を引くと、次式が得られる。
(f) {\displaystyle 0=\sum _{j=2}^{n}{k_{j}{\bigl (}\sigma _{j}(h_{0})-\sigma _{1}(h_{0}){\bigr )}\sigma _{j}(x)}}
これが任意の {\displaystyle x\in H} に対して成り立つので、{\displaystyle \mathrm {Abb} (H,K)} の元として
(g) {\displaystyle 0=\sum _{j=2}^{n}{k_{j}{\bigl (}\sigma _{j}(h_{0})-\sigma _{1}(h_{0}){\bigr )}\sigma _{j}}}
である。数学的帰納法の仮定より {\displaystyle \sigma _{2},\ldots ,\sigma _{n}} は {\displaystyle K} 上線型独立な {\displaystyle \mathrm {Abb} (H,K)} の元なので、(g) より
(h) {\displaystyle k_{j}{\bigl (}\sigma _{j}(h_{0})-\sigma _{1}(h_{0}){\bigr )}=0\;\;(j=2,\ldots ,n)}
であり、特に
(i) {\displaystyle k_{n}{\bigl (}\sigma _{n}(h_{0})-\sigma _{1}(h_{0}){\bigr )}=0}
である。
{\displaystyle \sigma _{n}(h_{0})-\sigma _{1}(h_{0})\neq 0} であることと (i) より、
(j) {\displaystyle k_{n}=0}
が得られ、(j) を (a) に代入すると、{\displaystyle \mathrm {Abb} (H,K)} の元として
(k) {\displaystyle \sum _{j=1}^{n-1}{k_{j}\sigma _{j}}=0}
が分かる。ここで再び数学的帰納法の仮定（線型独立性）から、ただちに
(l) {\displaystyle k_{1}=\ldots =k_{n-1}=0}
が従う。(j) と (l) から (b) が得られる。

### A2 → A1
明らかである（線型独立であるベクトルの組に同一の2元は存在し得ない）。

## この命題からの帰結
1. 体 {\displaystyle K_{1}} から体 {\displaystyle K_{2}} への、相異なる（単射）体準同型の任意の族 {\displaystyle ({{\sigma }_{i}\colon \,K_{1}\to K_{2}})_{i\in I}} は、 {\displaystyle K_{2}} 上のベクトル空間 {\displaystyle \mathrm {Abb} (K_{1},K_{2})} の元として見たとき線型独立である。
2. 任意の有限次拡大 {\displaystyle L/K} について、{\displaystyle L} の {\displaystyle K} 上の自己同型群の位数は拡大次数以下である。

{\displaystyle |\mathrm {Aut} (L/K)|\leq [L\colon K]}